# Behnhaus

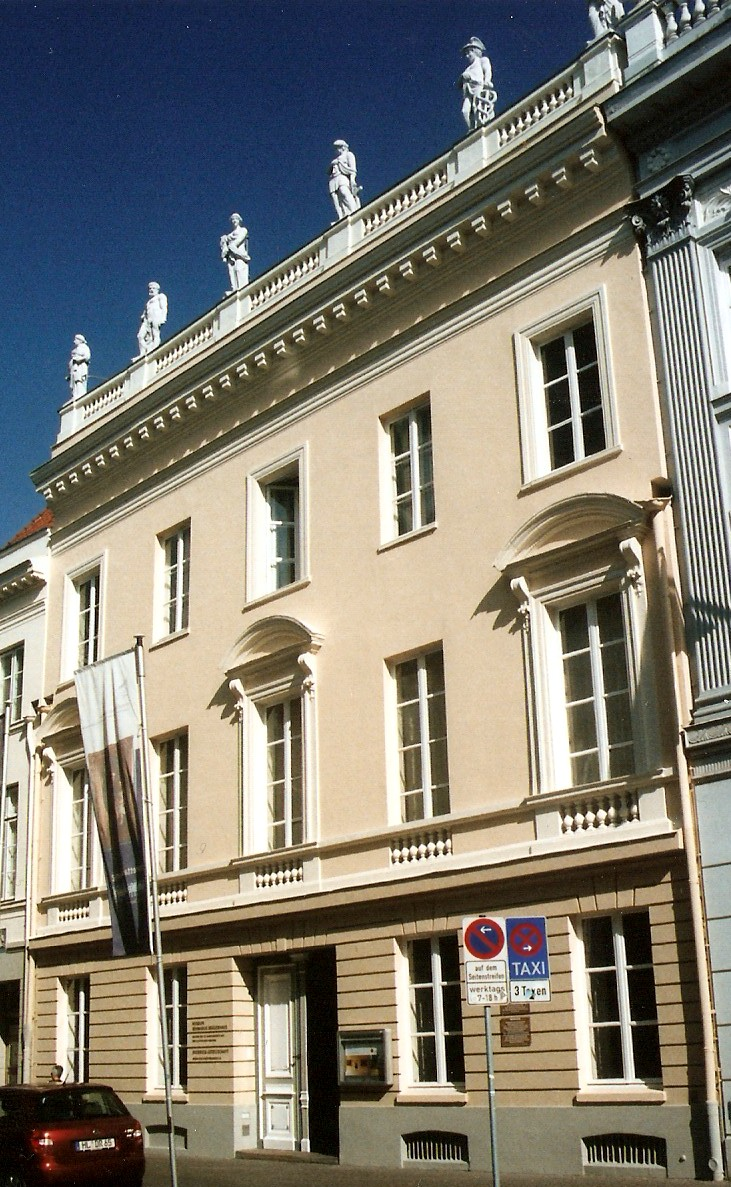
Das Behnhaus

Das Behnhaus, offizieller Name Museum Behnhaus Drägerhaus, Galerie des 19. Jahrhunderts und der Klassischen Moderne, ist ein Lübecker Museum und Teil der Lübecker Museen, verwaltet durch die Kulturstiftung Hansestadt Lübeck. Es zeigt die Malerei der Nazarener und vorwiegend deutsche Malerei des 19. Jahrhunderts, des Impressionismus und Expressionismus sowie bürgerliche Wohnkultur aus Rokoko, Klassizismus und Biedermeier.

## Architektur, Gartengestaltung und Wohnkultur

### Behnhaus

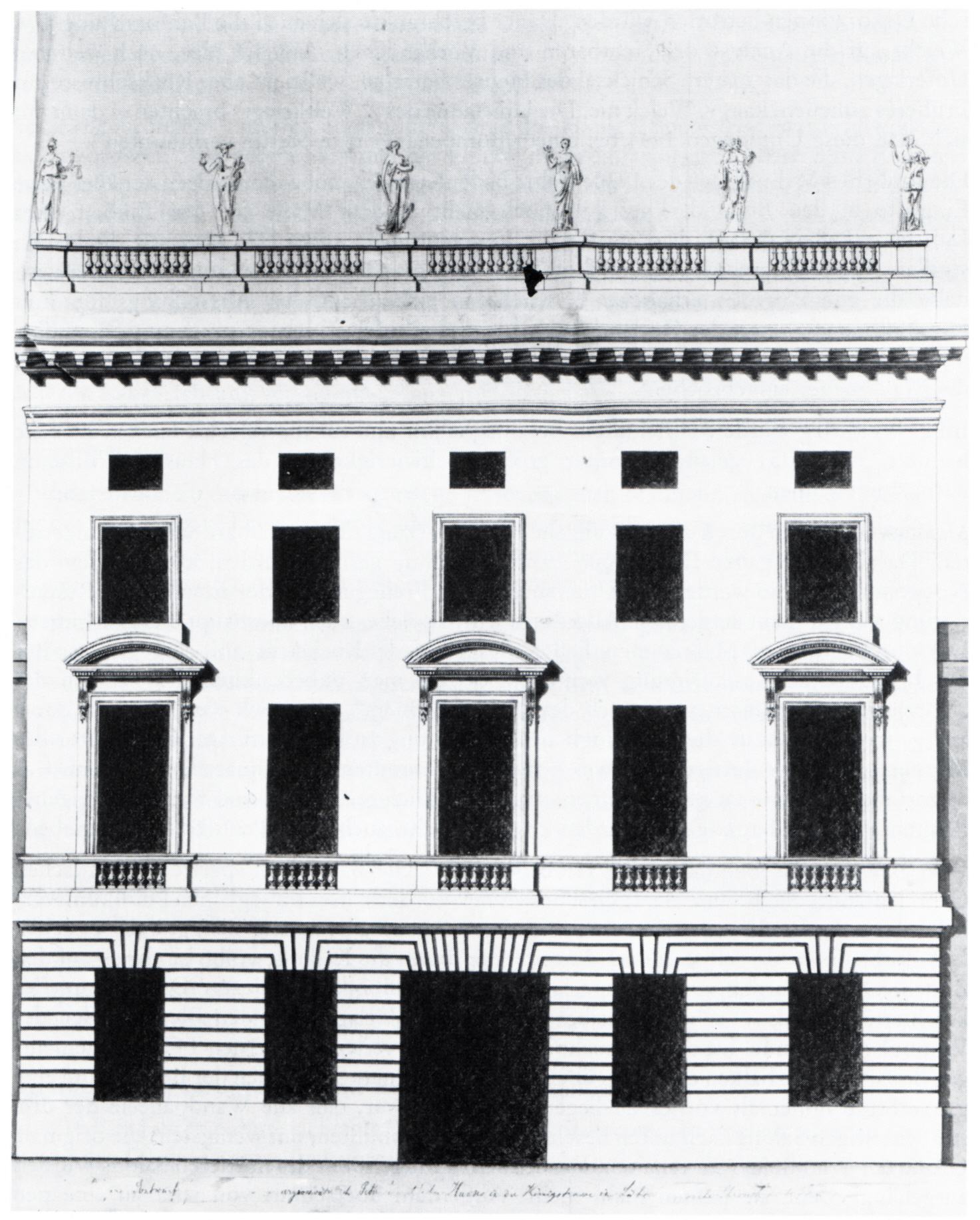
Originalentwurf für die Fassade des Behnhauses, 1779/80

Das Gebäude des Kunstmuseums ist eines der repräsentativsten klassizistischen Bürgerhäuser in der Königstraße der Lübecker Altstadt, unweit von St. Jakobi und dem Koberg. Es wurde 1783 als großbürgerliches Wohnhaus errichtet und Anfang des 19. Jahrhunderts von dem dänischen Architekten und Inneneinrichter Joseph Christian Lillie für den späteren Bürgermeister Peter Hinrich Tesdorpf im heute noch erhaltenen klassizistischen Stil umgebaut und eingerichtet. 1823 erwarb der Arzt Georg Heinrich Behn, Vater des späteren Lübecker Bürgermeisters Heinrich Theodor Behn, das Haus; es war bis 1920 im Familienbesitz. Um es zu erhalten, erwarben es Lübecker Bürger und schenkten es dem Lübecker Senat Anfang Februar 1921 mit der Bedingung, hier ein Museum für neuere Kunst einzurichten. Der Lübecker Museumsdirektor Carl Georg Heise richtete es als Museum ein.
Die Diele ist zum ersten Obergeschoss offen. Im Gartenflügel befinden sich die Privaträume der ehemaligen Bewohner. Im obersten Stockwerk ist noch die Anordnung der ehemaligen Gästezimmer zu erkennen.

### Drägerhaus

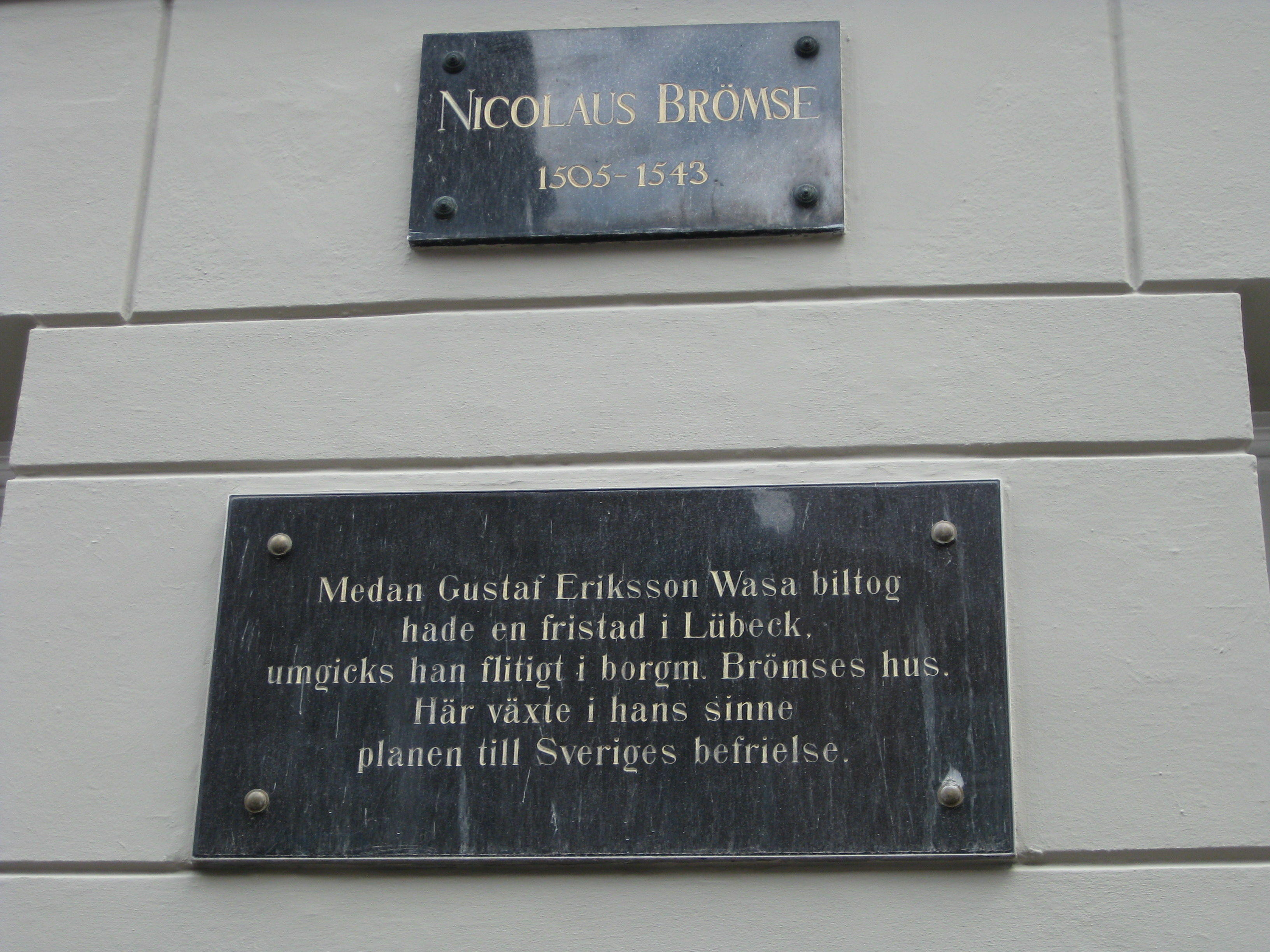
Gedenktafel am Dräger-Haus

Das Behnhaus wurde 1981 um das links daneben liegende, gleichermaßen repräsentative Dräger-Haus ergänzt. Das Dräger-Haus wurde aus Mitteln der Dräger-Stiftung von Heinrich und Lisa Dräger 1978 bis 1981 umgebaut und der Hansestadt Lübeck übergeben. Behnhaus und Drägerhaus sind im Erdgeschoss und im ersten Obergeschoss durch einen Durchgang verbunden. Der Gartenflügel beherbergt mehrere ineinander übergehende Festsäle im Rokoko-Stil. Das Drägerhaus war das Wohnhaus des Bürgermeisters der Hansestadt Lübeck Nikolaus Brömse (1472–1543). Eine Gedenktafel am Haus erinnert an ihn.

### Skulpturengarten
Rückseitig öffnet sich über eine Freitreppe von der Terrasse zwischen den Seitenflügeln beider Häuser Blick und Weg durch die Bürgergärten auf den im Garten inmitten einer Skulpturensammlung liegenden Pavillon der Overbeck-Gesellschaft im Stil der Neuen Sachlichkeit von dem Lübecker Architekten Wilhelm Bräck.

### Lübecker Wohnkultur des 18. und frühen 19. Jahrhundert

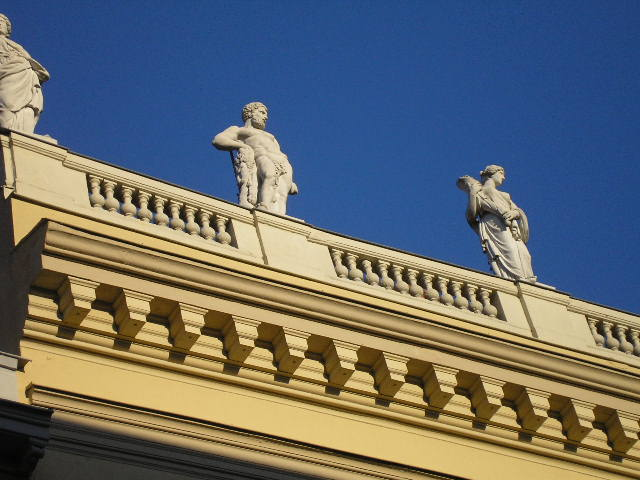
Statuen auf der Fassadenbekrönung des Behnhauses

Das Behnhaus zeigt seine Gemäldesammlungen im Kontext zeitgenössischer Einrichtungen und Innendekorationen aus der Entstehungszeit der beiden Museumsgebäude und gibt damit ein Bild der bürgerlichen Kultur Lübecks vom Rokoko über den Klassizismus bis zum Biedermeier. Einer der seltenen Stockelsdorfer Öfen erinnert an die kurze Blütezeit der Stockelsdorfer Fayencemanufaktur vor den Toren der Stadt am Ende des 18. Jahrhunderts. Die Zeugnisse gehobener bürgerlicher Wohnkultur werden um eine Sammlung alter Musikinstrumente ergänzt, von denen viele aus Lübecker Häusern stammen.
Eine kleine Jugendstil-Sammlung ist im Mezzanin des Behnhauses zu sehen.

## Schwerpunkte der Sammlung

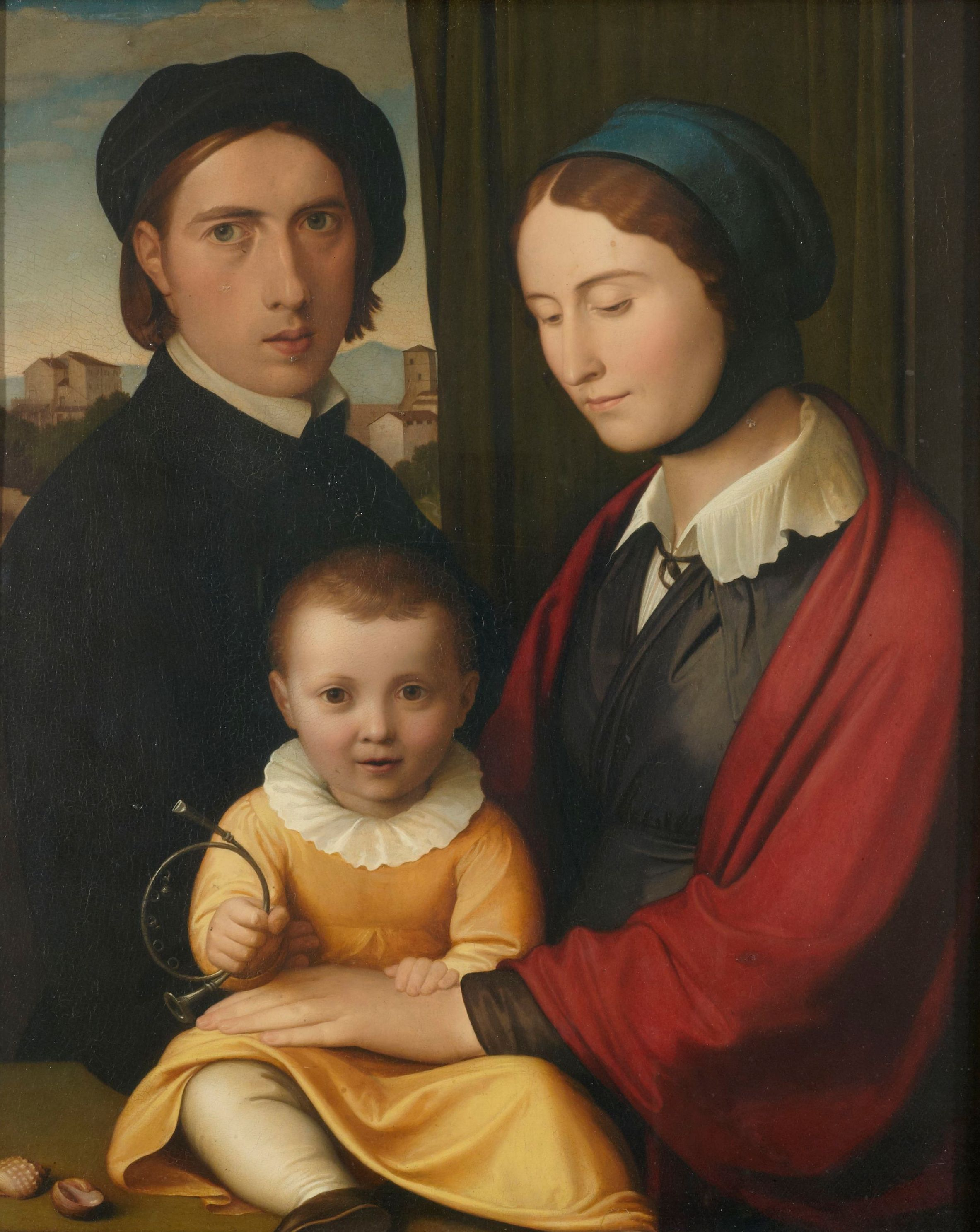
Selbstporträt Friedrich Overbeck mit Familie um 1820

### Nazarener
Der Sammlungsschwerpunkt Nazarener kreist um den in Lübeck geborenen Friedrich Overbeck und seinen Freundeskreis. Er beruht auf einer großzügigen Schenkung der Charlotte Overbeck, die 1914 den künstlerischen Nachlass Overbecks der Hansestadt schenkte. Eines der in Lübeck gezeigten Hauptwerke Overbecks, Die Beweinung Christi, hängt allerdings in der Marienkirche.

### Romantik
Die deutsche Romantik ist mit Caspar David Friedrich, Carl Blechen und Carl Gustav Carus repräsentativ vertreten.
Dem Museum wurden von dem Lübecker Sammler und Mäzen Christian Dräger große Teile seiner Sammlung von Zeichnungen der Goethe-Zeit und der Romantik übertragen.

### Impressionismus
Der in Lübeck geborene Gotthardt Kuehl gehört zu den frühen deutschen Impressionisten. Er behielt zeit seines Lebens auch als Professor an der Kunstakademie Dresden einen Bezug zu seiner Heimatstadt und Travemünde, die er häufiger besuchte. Die Themen der auf diesen Reisen entstandenen Bilder sind also ein für ein Lübecker Kunstmuseum naheliegendes Sammlungsinteresse. Die Entwicklung Kuehls spiegelt sich in der Ausstellung wider und wird im Vergleich zu den gezeigten Bildern von Max Liebermann, Lovis Corinth, Maria Slavona, Ulrich Hübner und Max Slevogt verdeutlicht.

### Expressionismus

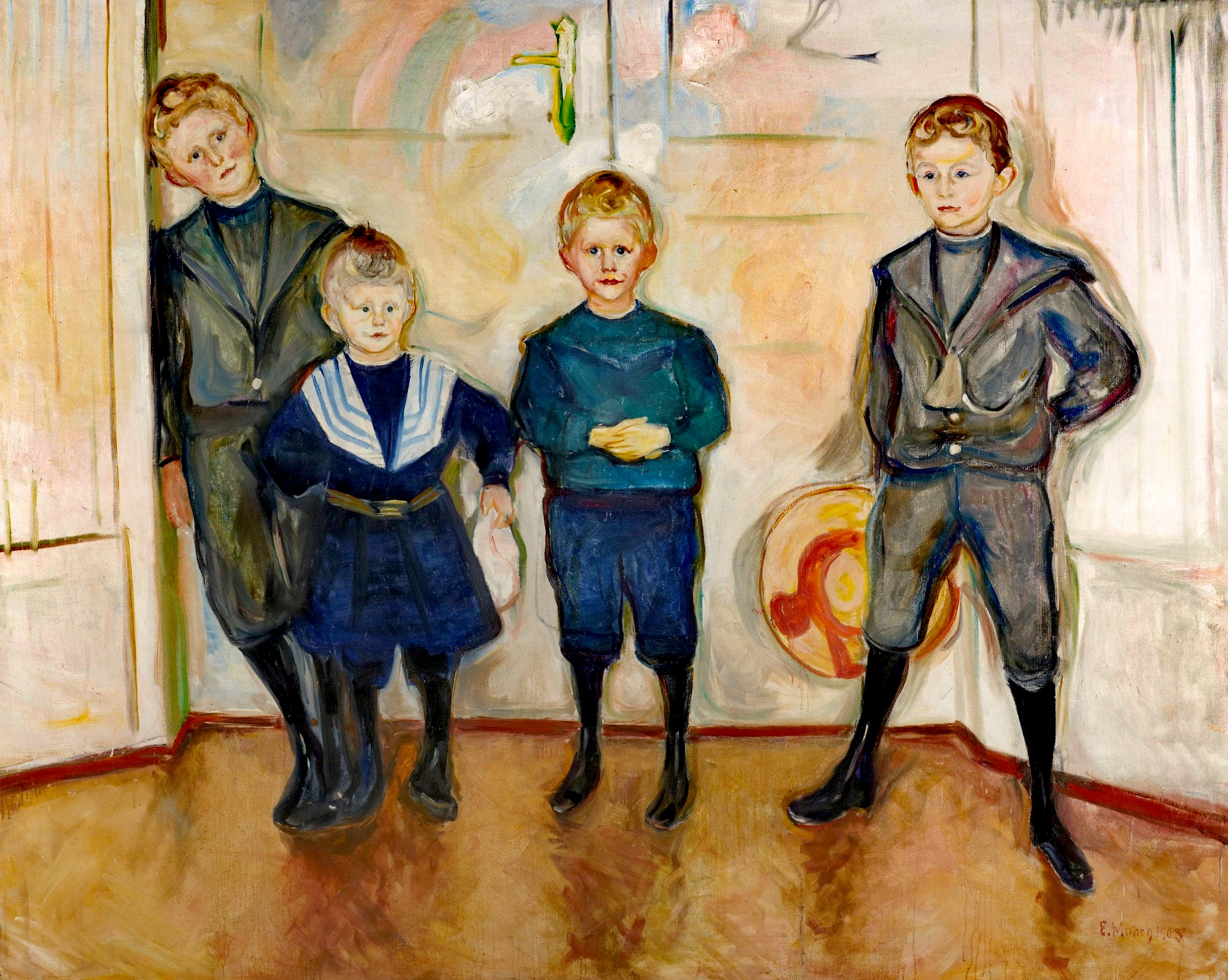
Edvard Munch: Die Söhne des Dr. Linde

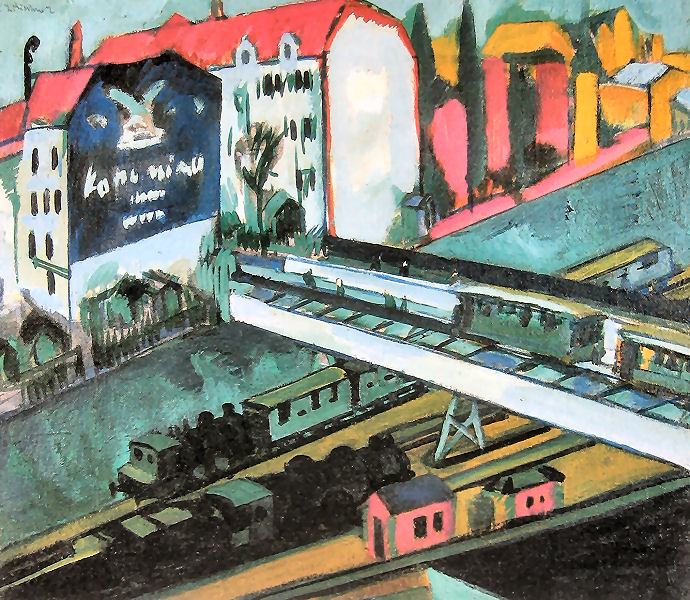
Ernst Ludwig Kirchner: Straßenbahn und Eisenbahn von 1914.

Aufgrund der Beziehung Edvard Munchs zu dem Lübecker Arzt und Mäzen Max Linde befindet sich ein zentrales Werk für die Porträtkunst Munchs, das Porträt Die Söhne des Dr. Linde, im Behnhaus (2006 im Museum of Modern Art gezeigt) und wird als Sammlungsschwerpunkt des Museums durch weitere Werke des norwegischen Künstlers ergänzt.
Das Bild Die Söhne des Dr. Linde zeigt von links nach rechts Hermann (den verträumten Ältesten), als Zweiten Lothar (den Jüngsten), als Dritten Helmuth (den Maler anschauend) und ganz rechts Theodor (in Gedanken). Die Kinder stehen vor der weißen Flügeltür zum Garten. Sie wurden vom Spielen im Garten zur Begrüßung des Gastes Edvard Munch hereingerufen und von diesem in dieser Szene gemalt.
Die von Heise 1920 bis 1933 aufgebaute Sammlung deutscher Expressionisten wurde durch die nationalsozialistische Kunstpolitik zunichtegemacht. Im Rahmen der Aktion Entartete Kunst wurden 1937/38 zwischen 210 und 255 Werke beschlagnahmt.
Im Jahr 2006 erhielt das Museum aufgrund einer großzügigen privaten Schenkung mit dem Stehenden und knienden Mädchenakt ein Gemälde von Paula Modersohn-Becker, das Heise bereits 1930 zu kaufen versucht hatte. Es ist fraglich, ob das Bild heute in Lübeck hängen würde, wenn der Ankauf in jenen Jahren zustande gekommen wäre. Von Ernst Ludwig Kirchner wird das Bild Straßenbahn und Eisenbahn von 1914 ausgestellt.

### Regionale Künstler
Der Museumsbegründer Carl Georg Heise begann in den 1920er Jahren zielgerichtet, ihm bedeutsame regionale Künstler durch Ankäufe für das Museum und durch Ausstellungen zu fördern. Dazu gehören Albert Aereboe, Erwin Bossanyi, Erich Dummer, Karl Gatermann d. Ä., Alfred Mahlau und andere. Gezeigt werden auch einige Ansichten von Travemünde.

### Skulpturen
Die Bronzeskulptur Brigitte von Gerhard Marcks ist eine Wiedergabe seiner Tochter. Die Figur wurde 1932 von Heise angeschafft, aber von den Nationalsozialisten als „entartete Kunst“ aus dem Behnhaus entfernt. Sie kam 2011 als dauerhafte Leihgabe der Berliner Ferdinand-Möller-Stiftung wieder zurück. Von Georg Kolbe ist im Behnhaus die Büste aus Bronze Bildnis Viola Tegtmeyer um 1911 ausgestellt.

## Ausstellungen
- 2014: Augen auf! Thomas Mann und die bildende Kunst Katalog. Zusammen mit dem Buddenbrookhaus.[6]
- 21. November 2015 – 28. Februar 2016: Niederländische Moderne – Die Sammlung Veendorp aus Groningen.[7]
- 15. September 2019 bis 5. Januar 2020: Max Liebermann und Hans Meid. Schwarz auf weiß.
- 16. Januar bis 15. März 2020: Mühlenpfordt – Neue Zeitkunst und Anna Dräger-Mühlenpfordt – ausgewählte Werke.[8]
- 23. April bis 7. Januar 2024: Gothmund. Fischerdorf und Künstlerort an der Trave.[9]

## Bildergalerie

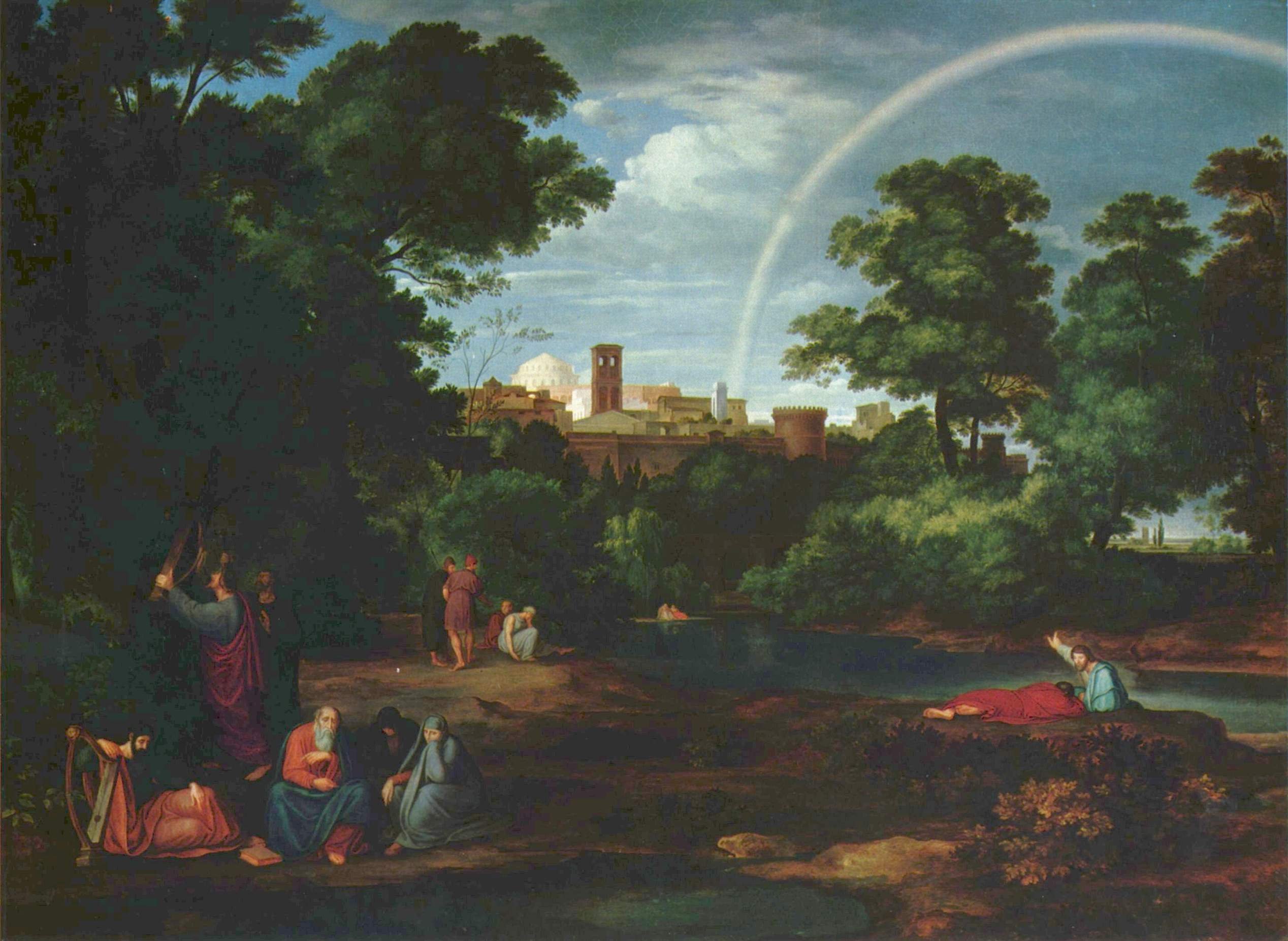
Olivier: Die Juden in der Babylonischen Gefangenschaft (um 1838)
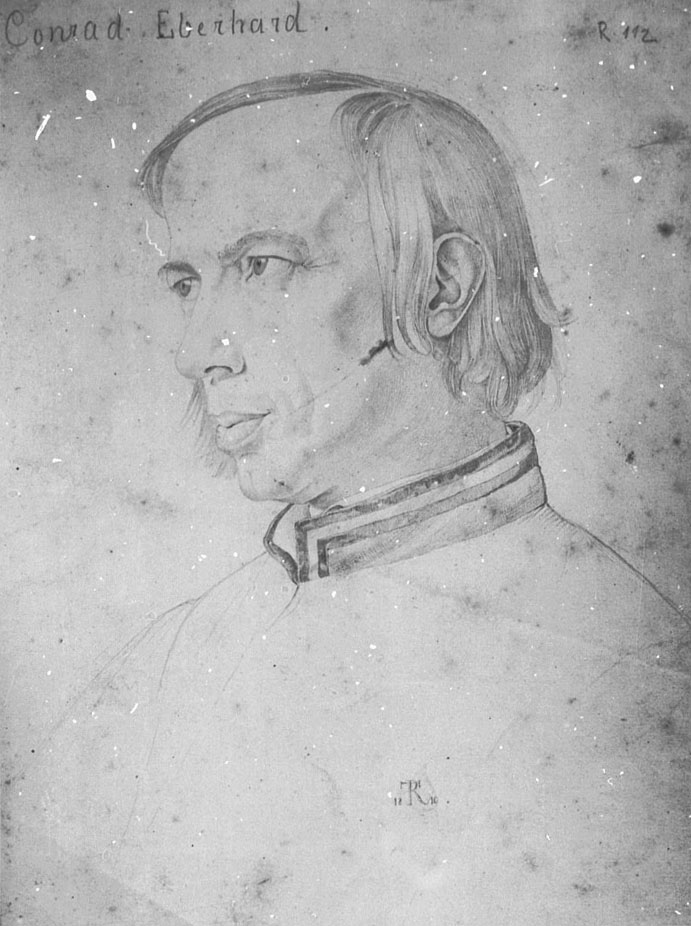
Theodor Rehbenitz: Porträt Konrad Eberhard (Zeichnung 1819)
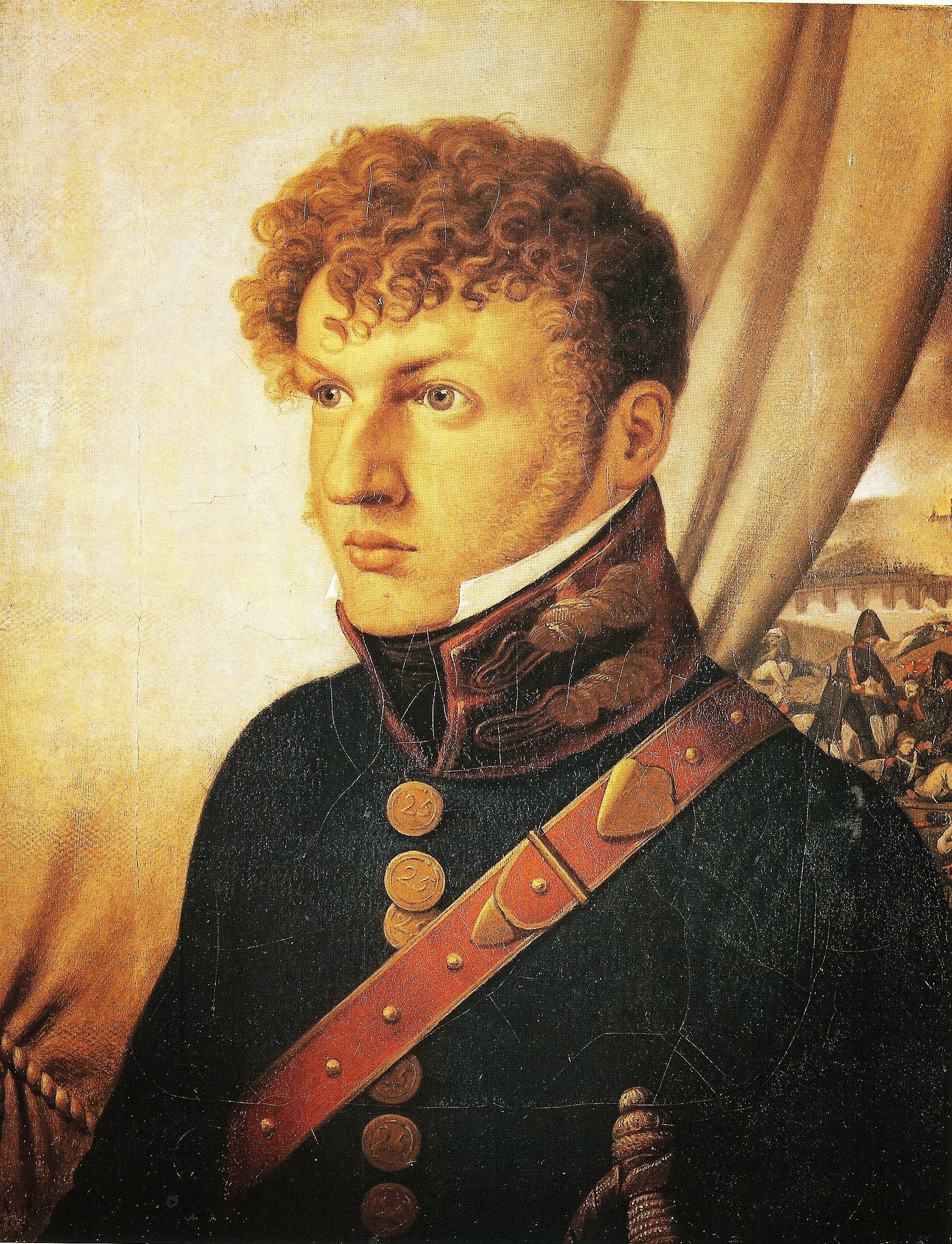
Friedrich Overbeck: Porträt Johann Christian Jeremias Martini (1809)
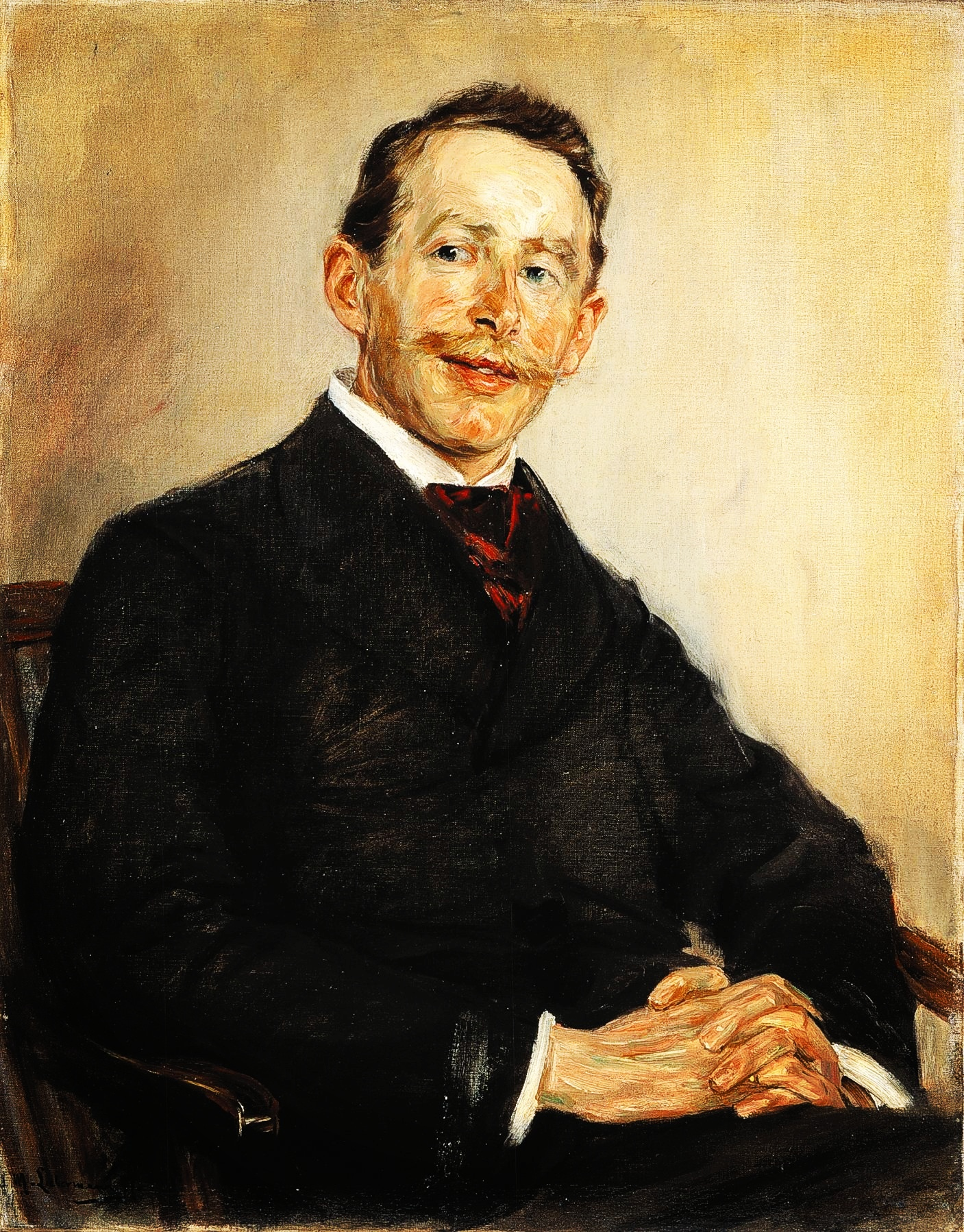
Max Liebermann: Porträt Dr. Max Linde (1897)
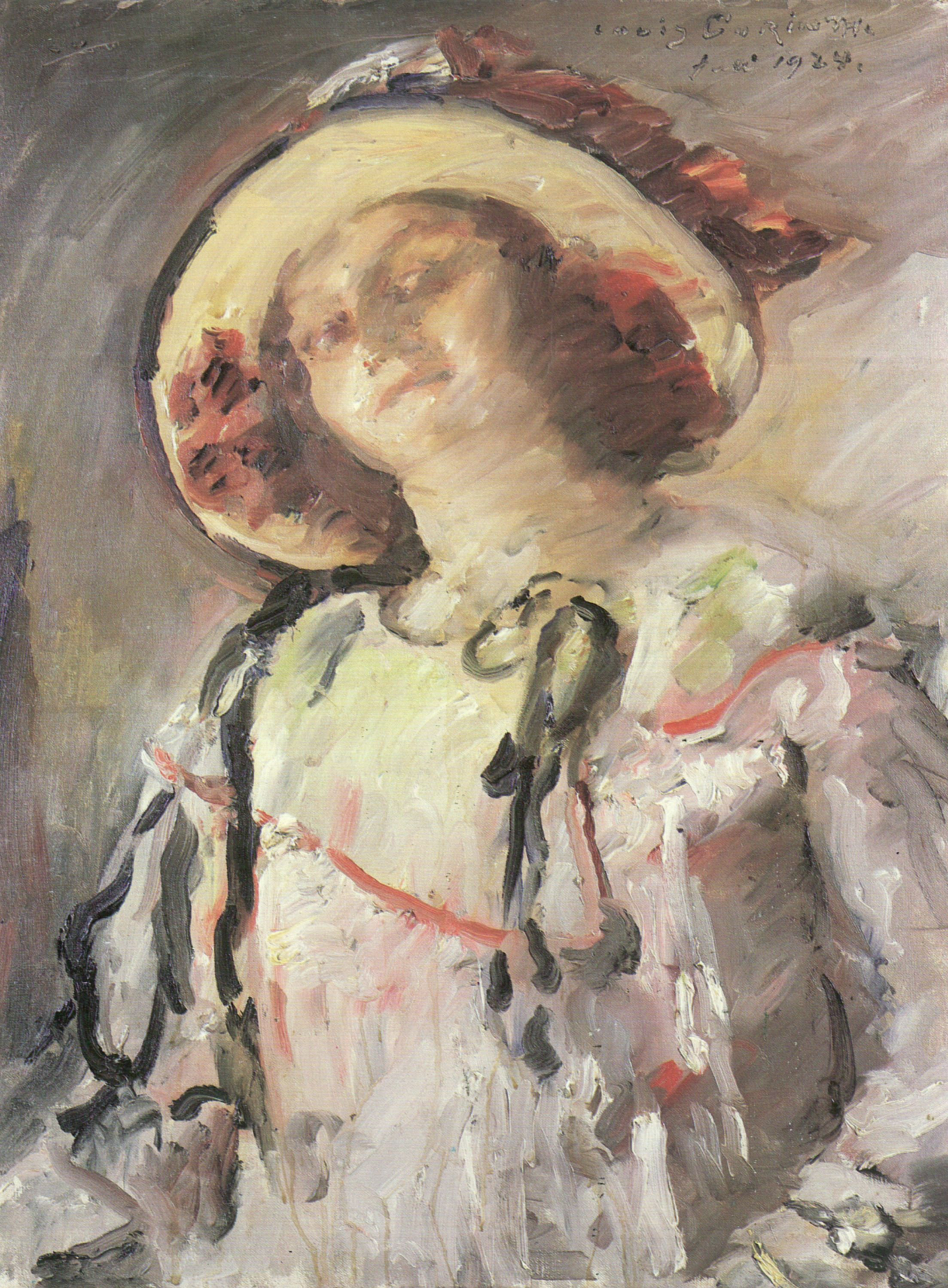
Lovis Corinth: Wilhelmine mit dem gelben Hut (1924)